# Grand Prix littéraire de Provence
Le Grand Prix Littéraire de Provence a été créé en 1961 dans le village de Ventabren, à proximité d'Aix en Provence, où il a toujours été décerné jusqu'à ce jour.
Jusqu'en 2019 inclus, il a été organisé par l'Association Culturelle Provençale de Ventabren (ACPV), qui a décidé de se dissoudre ensuite . Reprenant partiellement ses buts et ses adhérents, a été créé la même année l'Association  Provençale de Ventabren (APV), qui concourt à présent à l'organisation du Grand Prix, mais sans en assurer la mise en œuvre. 
C'est l'Association Ventabren Demain qui a repris en 2023 cette responsabilité et chapeaute l’ensemble du Prix.  Elle le fait sous le patronage de la Ville de Ventabren et en lien avec ses partenaires, qui sont, outre l'APV, la SAS Solaris Civis et le Forum d'Oc de Provence-Alpes-Pays Niçois. 
Le prix a été attribué chaque année depuis sa création, hormis entre 2020 et 2022 où il a été interrompu, notamment en raison de la crise sanitaire.  

## Critères de sélection des œuvres
Le Grand Prix Littéraire de Provence récompense une œuvre romanesque, poétique, théâtrale, ou relevant des différents aspects du domaine littéraire et des sciences humaines, tels que le récit historique, l’anthropologie, les essais philosophiques, les études sur le territoire ou la société, etc., qui présente un lien avec la Provence au sens le plus large, c’est à dire l’espace qui s’étend depuis la montagne cévenole jusqu’au versant piémontais des Alpes, considérée dans le cadre du Pays d’Oc et de la Méditerranée.
Sa principale originalité est de récompenser chaque année deux œuvres :
- Une œuvre littéraire de langue française d’un(e) écrivain(e) d’origine provençale ou y résidant, ou d’un(e) écrivain(e) dont l’oeuvre se rattache à la région .

- Une œuvre de langue d’oc, qu’elle soit écrite dans une de ses expressions régionales (provençal, alpin, niçois…) ou dans un autre dialecte occitan, et qu’elle se situe dans le courant mistralien, occitaniste, ou toute autre tradition culturelle.

Dans ses premières années, le prix était attribué à un seul lauréat ou une seule lauréate par an . Puis à partir de 1980 s'est graduellement établie la pratique d'en décerner deux. C'est devenu la seule règle depuis 2003, et chacun des deux prix est attribué respectivement à l'auteur ou l'autrice d'une œuvre en langue d'oc et d'une œuvre en langue française.   

## Les jurys
Le choix du lauréat ou de la lauréate est déterminé par deux jurys de 7 membres chacun, l’un pour les œuvres d’expression française, l’autre pour les œuvres de langue d’oc. Le prix peut couronner soit une œuvre singulière, soit l’ensemble de l’œuvre d’une autrice ou d’un auteur.
Les membres des jurys et leurs présidents ou présidentes sont désignés chaque année par l'association organisatrice du prix.  
Rien n'interdit à une postulante ou un postulant de proposer sa candidature au prix à l'association organisatrice, ou au président ou à la présidente des jurys. Cependant la pratique a presque constamment été un choix émanant des jurys sans qu'ils aient été sollicités.   
Sans qu'il s'agisse d'une prescription impérative, le jury de langue d'oc, en plein accord avec l'association organisatrice et ses partenaires, s'est donné pour règle de choisir le lauréat ou la lauréate une année sur l'autre alternativement parmi les autrices ou auteurs de tradition orthographique mistralienne ou occitaniste.   

## La remise des prix
Les lauréates ou lauréats une fois désignés, ils en sont avertis et il leur est demandé s'ils l'acceptent. Le choix est donc connu avant la date de la remise.   
La cérémonie de la remise des prix a lieu à Ventabren  en présence des lauréates ou lauréats . Elle est ouverte gratuitement au public. La date constamment privilégiée a été celle d'un dimanche après-midi du mois de septembre. Le prix consiste en une dotation pécuniaire équivalente pour chaque lauréat ou lauréate et un symbole attestant l'attribution du prix. La dotation est fournie par l'association organisatrice, ses partenaires et ses sponsors, qui sont majoritairement des entreprises du village ou des environs.  
Le président ou la présidente de chaque jury, ou l'un de leurs membres, présente la lauréate ou le lauréat, qui sont invités à leur répondre. Les discours sont prononcés respectivement en langue d'oc et en français selon la langue de l'œuvre couronnée. 
Un échange de questions avec l'assistance est généralement organisé, puis les lauréats ou lauréates sont invité(e)s à dédicacer leurs œuvres. Les organisateurs s'assurent le concours d'une librairie aixoise qui, selon la volonté des lauréates ou lauréats, fournit ou non les exemplaires de leurs œuvres et propose au public des titres en rapport avec la langue et la culture de Provence et du Pays d'Oc. Une collation est offerte à l'ensemble des participant(e)s pour clôturer la manifestation.